# Lampe à arc

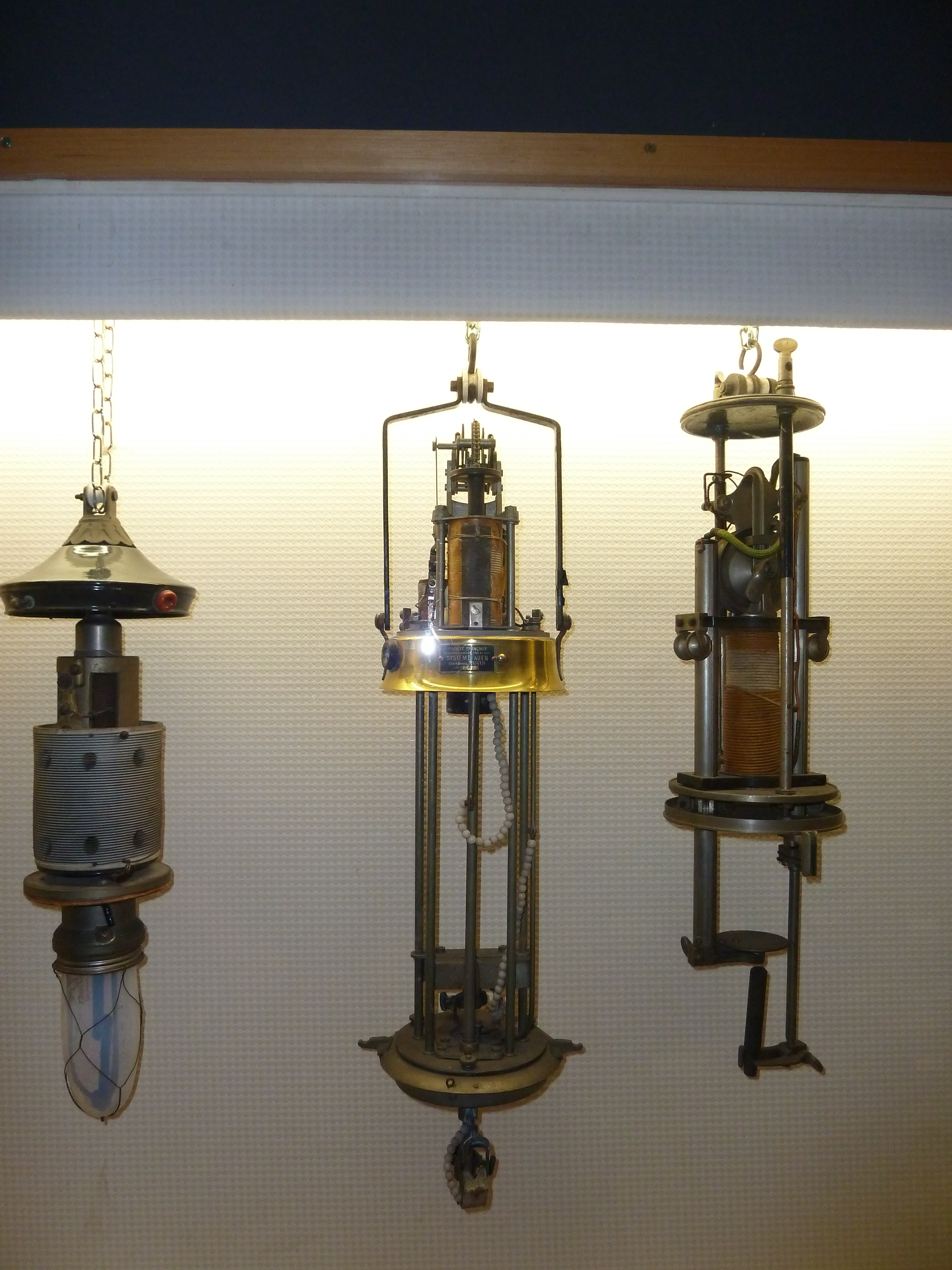
Lampes à arc

Une lampe à arc est un système procurant de la lumière à l'aide d'électricité sous forme d'un arc électrique.

## L'arc électrique

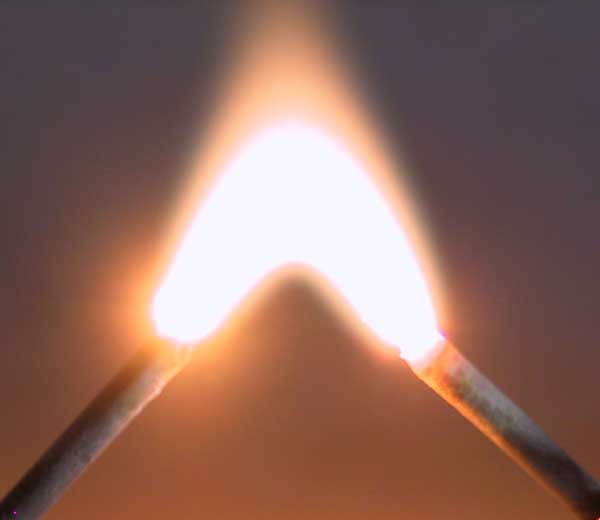
Un arc électrique entre deux électrodes.

Depuis la découverte de l'arc électrique par le chimiste anglais Sir Humphry Davy, en 1811, les recherches furent nombreuses. Il avait obtenu un arc de 8 cm de long, après avoir amené en contact deux baguettes de charbon reliées aux deux pôles d'une batterie d'éléments Volta ; entre les deux baguettes se produisit une flamme qui s'incurva en forme d'arc de cercle sous l'effet du courant d'air chaud ascendant, c'est pourquoi il donna à cette flamme le nom d'arc électrique, nom qui fut conservé depuis.

## Disposition des électrodes
Pour un arc à courant continu, l'électrode (à l'origine en charbon) positive est toujours placée à la partie supérieure et il se creuse à son extrémité un cratère, petite dépression en forme de calotte sphérique concave, qui est porté à incandescence. C'est le cratère qui produit la plus grande partie (85 %) de la lumière émise par l'arc. L'électrode négative placée au-dessous forme une pointe émoussée qui se recouvre de nodosités ; elle est portée au rouge et produit environ 10 % de la lumière émise. L'arc lui-même, c’est-à-dire les vapeurs situées dans l'espace compris entre les deux électrodes fournit environ 5 % de la lumière émise. L'arc doit être disposé de manière que le cratère soit tourné vers la surface à éclairer et l'électrode négative doit être la plus mince possible, afin de former un écran minimum pour la lumière produite par le cratère. L'arc reste très instable aux variations de tension ou de courant. Pour amoindrir cet inconvénient il suffit de placer en série une résistance ohmique.

### Allumage de l'arc électrique
Pour allumer un arc, il faut approcher les électrodes, les amener en contact et les écarter ensuite. Cette opération s'effectue automatiquement.

## Évolution technique

### Usure des électrodes

#### À l'air libre
À mesure que les électrodes s'usent, un dispositif les rapproche pour maintenir leur écartement constant. Les deux électrodes s'usent par combustion, mais comme l'électrode positive est plus chaude, elle s'use plus vite. Dans un arc sous 10 ampères et de 10 mm de long, l'électrode positive s'use de 3 cm à l'heure. En moyenne la durée d'une paire d'électrodes, pour un arc à air libre, est de 7 heures (fonction de la longueur des électrodes). L'usure trop rapide des électrodes reste le problème majeur, il entraîne une main d'œuvre coûteuse et les arcs à air libre ont complètement disparu.

#### En vase semi-clos
Charles F. Brush, ayant contribué de manière importante au développement de la lampe à arc, fut l'un des premiers à avoir l'idée d'opérer l'arc dans un environnement semi-clos. La quantité d'oxygène admise étant juste suffisante pour assurer la combustion, les électrodes brûlent beaucoup moins vite (jusqu'à 150 heures), même si le rendement lumineux est moindre en comparaison avec les arcs à air libre. La dynamo de Gramme fut utilisée pour alimenter les lampes à arc avec le régulateur de Serrin, donc en courant continu.
Les lampes à arc semi-clos de Brush, ainsi que celles Thomson-Houston (plus tard General Electric) et de Adams-Bagnall, ont connu un succès important et ont éclairé les aires commerciales, industrielles et municipales de l'Amérique du Nord jusque dans les années 1910, alors que la Première Guerre mondiale, ainsi que la venue des lampes à incandescence de plus forte puissance, ont poussé le retrait de cette technologie. Une vaste majorité des lampes à arc a d'ailleurs été mise à la ferraille pour fournir en munitions les troupes durant la guerre.

#### La bougie de Jablochkoff
C'est alors qu'un certain Paul Nicolaïewich Jablochkoff a l'idée simple de placer les électrodes non plus en regard mais côte-à-côte, verticalement. Les deux électrodes sont isolées par un revêtement d'argile et l'arc électrique a lieu au sommet des deux extrémités. Une petite bande de charbon assure l'amorçage. Afin d'obtenir une usure égale des électrodes, Jablochkoff pense déjà à utiliser le courant alternatif. Il fut l'un des premiers à susciter l'intérêt de l'utilisation industrielle du courant alternatif. En 1876, un an avant la lampe à incandescence perfectionnée par Thomas Edison, des lampes à arc de Jablochkoff sont mises en service pour l'éclairage des rues des grands magasins à Paris et à Londres. Jablochkoff améliore encore ses lampes à arc de façon à pouvoir remplacer facilement et rapidement les électrodes usées,

#### Actuel

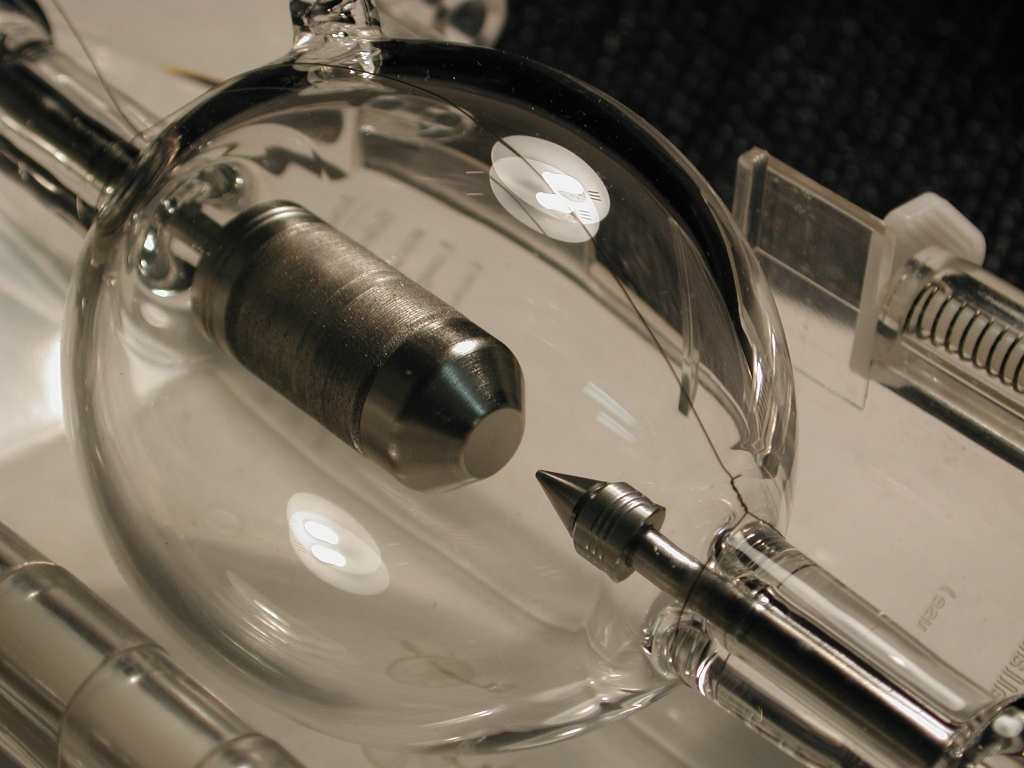
Une lampe à arc au Xénon de 3 kW utilisée dans les projecteurs de cinéma de taille moyenne.

Les lampes à arc sont utilisées par la plupart des projecteurs de cinéma, bien que progressivement remplacées par des sources laser. Les émissions musicales TV, les shows d'artistes utilisent des projecteurs rotatifs appelés scanners et des projecteurs de poursuite équipés de lampes à arc sous ampoule en quartz (lampes HMI) ou lampes au Xénon. C'est le côté ponctuel et puissant de la source qui est intéressant pour l'exploitation optique. Leur durée de vie est de 500 à 3 500 heures.
Pour l'éclairage, les lampes à arc ont été remplacées par les lampes à décharge basse ou haute pression qu'on voit sur les routes et les stades

## La lampe à arc dans les phares maritimes
Les lampes à arc ne sont plus guère utilisées aujourd'hui. Une application particulière des lampes à arcs très puissantes est l'éclairage des phares. Le phare d'Ouessant par exemple avait été installé, à titre démonstratif, au Palais de la lumière pendant l'exposition « Arts et Techniques », à Paris en 1937. Par mauvais temps, quatre arcs de 500 ampères fournissent une lumière blanche, visible au-delà de l'horizon. Un système optique produit des éclats de 270 ms toutes les 10 s. L'ensemble tournant pèse 36 tonnes ; il est logé dans une lanterne de 5,50 m de diamètre à 12 m de haut.